# 恩基夫齊
50°6′52″N 32°52′45″E / 50.11444°N 32.87917°E
恩基夫齊（烏克蘭語：Єнківці），是烏克蘭的村落，位於該國中部波爾塔瓦州，由盧布尼區負責管轄，處於維利尚卡河畔，距離古布西克和比伊夫齊2公里，海拔高度132米，2001年人口321。